# Yves Demay
Pour les articles homonymes, voir Demay.
Yves Demay est un ingénieur du corps de l'armement et responsable d'institution académique.

## Diplômes et carrière
Diplômé de l'École polytechnique, et de l'université Paris-Sud (DEA en physique des solides et docteur ingénieur), Yves Demay est ingénieur général de l'armement. Lors de ses études, il s’est notamment intéressé aux problématiques de recherche industrielle réalisant ainsi sa thèse sur la physique des solides, thèse préparée chez Philips France sous la direction de Jacques Friedel, professeur à l'université Paris-Sud.
Ingénieur général hors classe de l'armement depuis mars 2014, Yves Demay a occupé différentes responsabilités au fil de sa carrière. Des responsabilités d'abord techniques, puis des fonctions de management de la recherche et de conduite de programmes et d’opérations à la délégation générale pour l'Armement (DGA), de 1989 à 2003. À la tête du centre technique de la DGA d'Arcueil en 2003-2004, il dirige ensuite pendant quatre ans, les systèmes d'information de la DGA.
Yves Demay a également mené des recherches au Commissariat à l'énergie atomique (CEA), au sein du Laboratoire d'électronique et de technologie de l'information (CEA / LETI) sur la croissance cristalline et la caractérisation de composés semi conducteurs adaptés à la détection du rayonnement infrarouge après sa thèse menée chez Philips France. En 2008, Yves Demay devient directeur de l'École nationale supérieure de techniques avancées (ENSTA ParisTech), poste qu'il occupe jusqu'en juillet 2012.

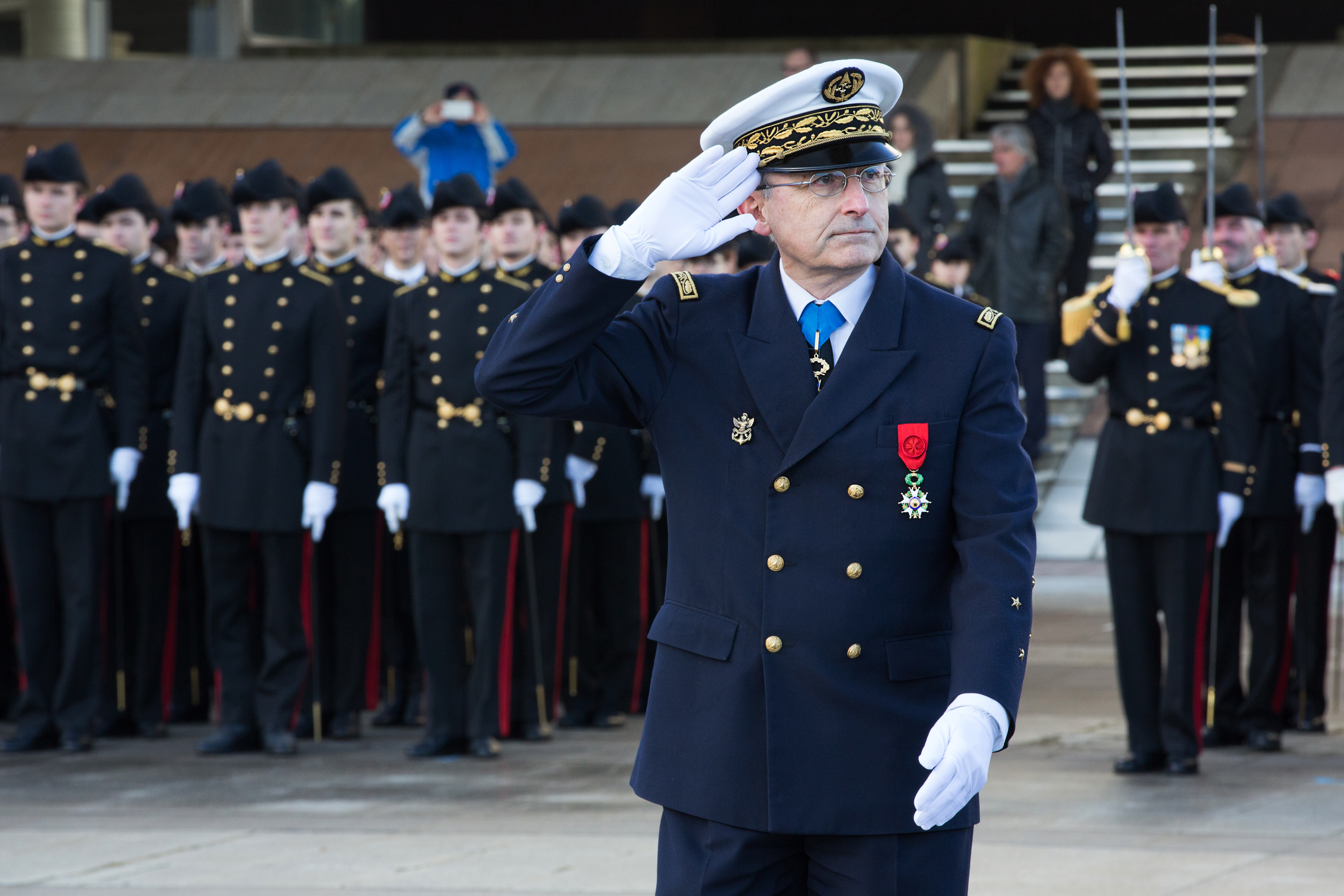
Yves Demay lors de ses adieux aux armes, en janvier 2017 à l'École polytechnique.

À l'issue du Conseil des ministres du 25 juillet 2012, Yves Demay est nommé directeur général de l'École polytechnique. Il succède à ce poste au général de corps d'armée Xavier Michel.
Il quitte ce poste le 31 décembre 2016, et devient délégué général de l'association des anciens élèves et diplômés de l'École polytechnique (AX).